# مارکوس کاچینسکی
مارکوس کاچینسکی (انگلیسی: Markus Kauczinski؛ زادهٔ ۲۰ فوریهٔ ۱۹۷۰) بازیکن فوتبال اهل آلمان است.
از باشگاه‌هایی که در آن بازی کرده‌است می‌توان به باشگاه فوتبال کارلسروهه و باشگاه فوتبال شالکه ۰۴ اشاره کرد.